# Fiestas de San Juan del Monte

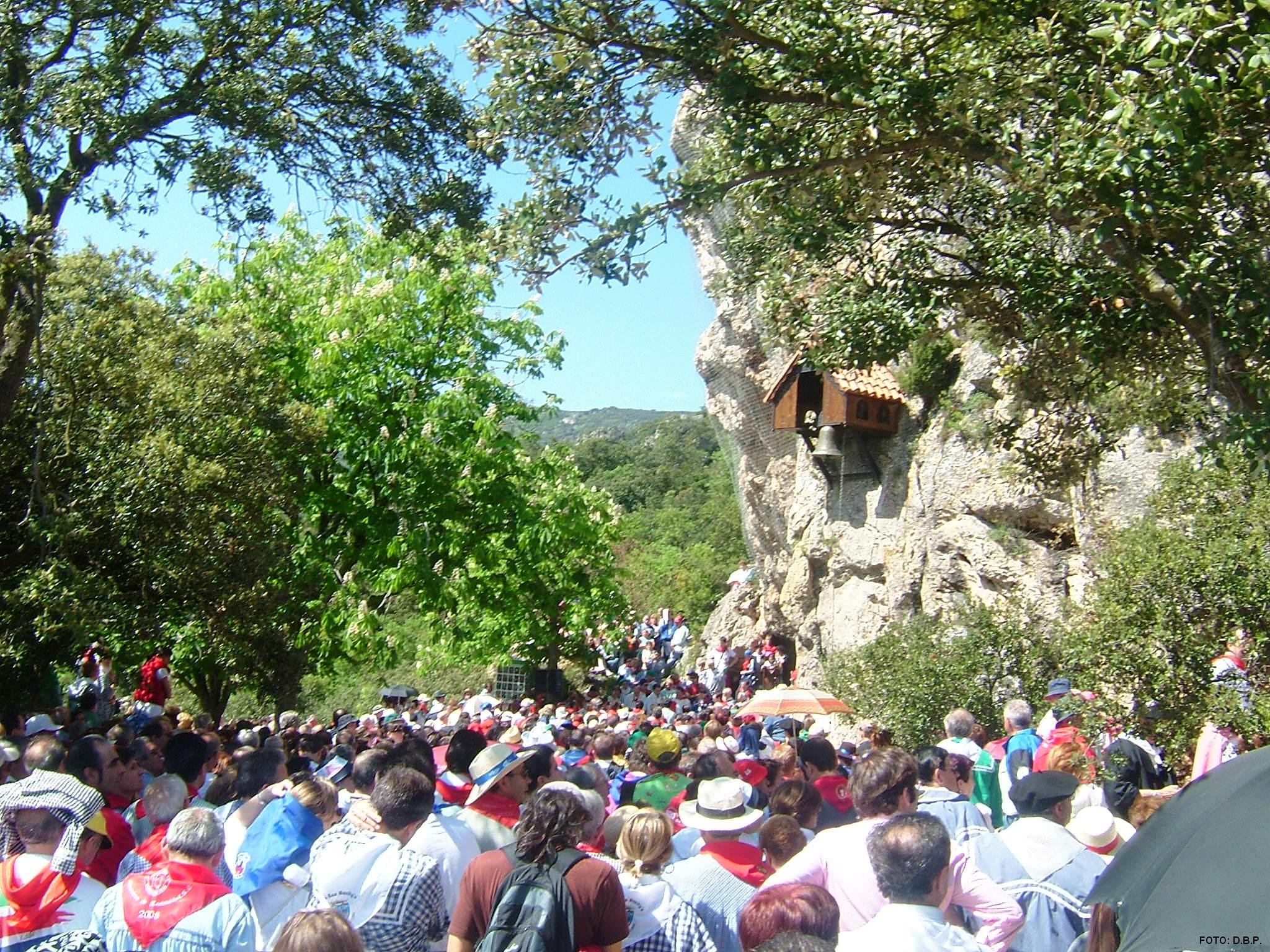
Misa en la ermita de San Juan del Monte.

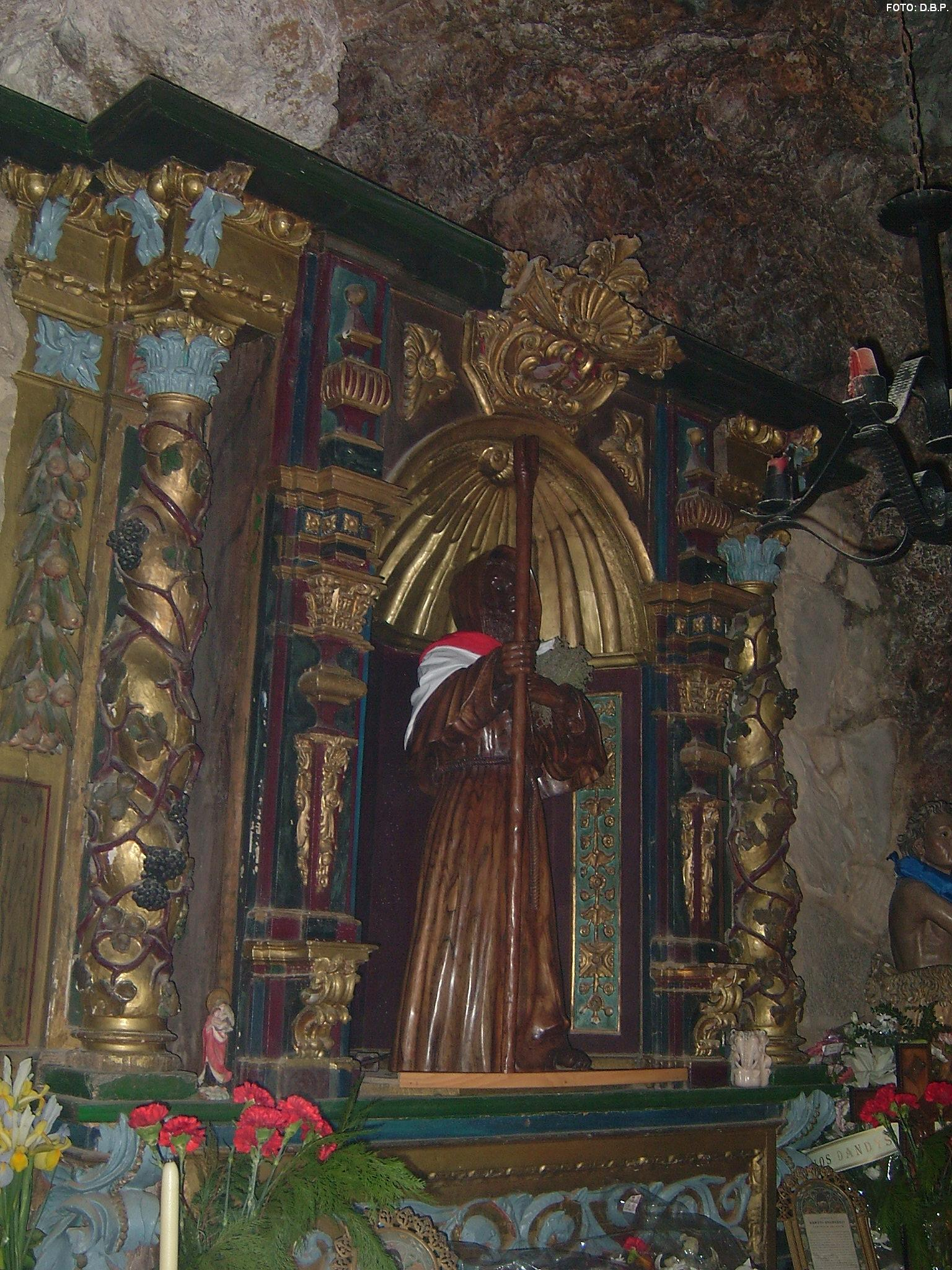
Imagen del santo dentro de la gruta en la ermita de San Juan del Monte.

Las fiestas de San Juan del Monte se celebran en la ciudad de Miranda de Ebro, provincia de Burgos (España), el lunes de Pentecostés y el fin de semana que le precede. Su origen se remonta a la Edad Media y es la romería más antigua e importante del norte español.
En 2015 fueron declaradas Fiestas de Interés Turístico Nacional, rango que ya consiguió en 1975, pero que se perdió en años posteriores por temas administrativos. Desde 1996 ostenta el título de Fiesta de Interés Turístico de Castilla y León por parte del gobierno regional
Los festejos son organizados por la Cofradía de San Juan del Monte, en colaboración con el Ayuntamiento de Miranda de Ebro. Aunque hay actos durante más jornadas, es durante los tres días centrales cuando la ciudad se ve invadida por el bullicio y la alegría de las charangas y cuadrillas, que recorren las calles de la ciudad y el monte durante la romería, ataviadas cada una con sus respectivos uniformes. Constituyen una verdadera explosión de júbilo, que impregna el sentimiento de los mirandeses más allá de las propias fiestas, estando presente en rincones o actos de la ciudad durante el resto del año.
Una encuesta realizada en 2009 en la página web 7mejores.es, alzó a las Fiestas de San Juan del Monte como la "segunda mejor fiesta de España" por detrás de las de San Juan de Soria.

## Paraje

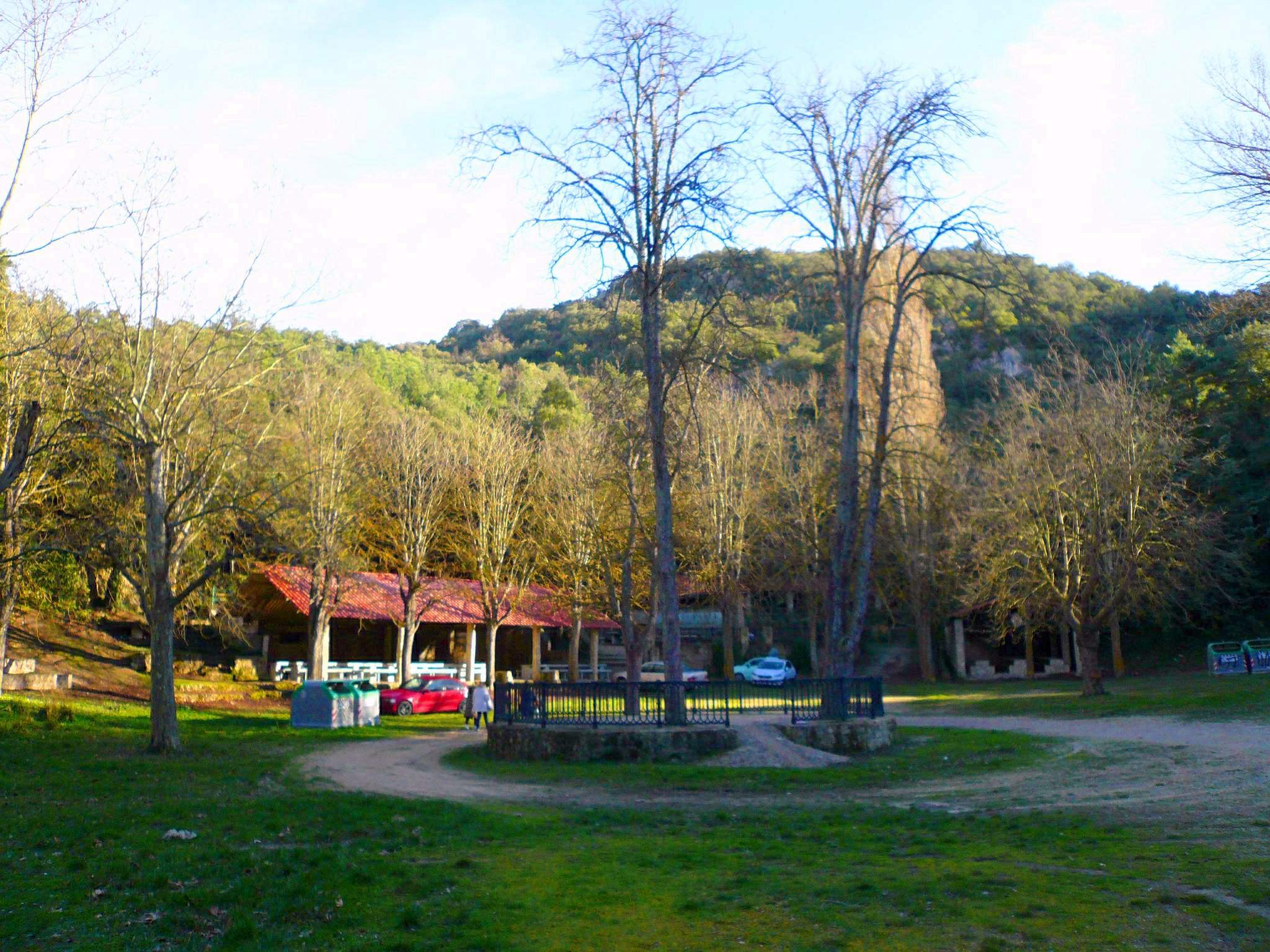
Área conocida como la Laguna de San Juan del Monte.

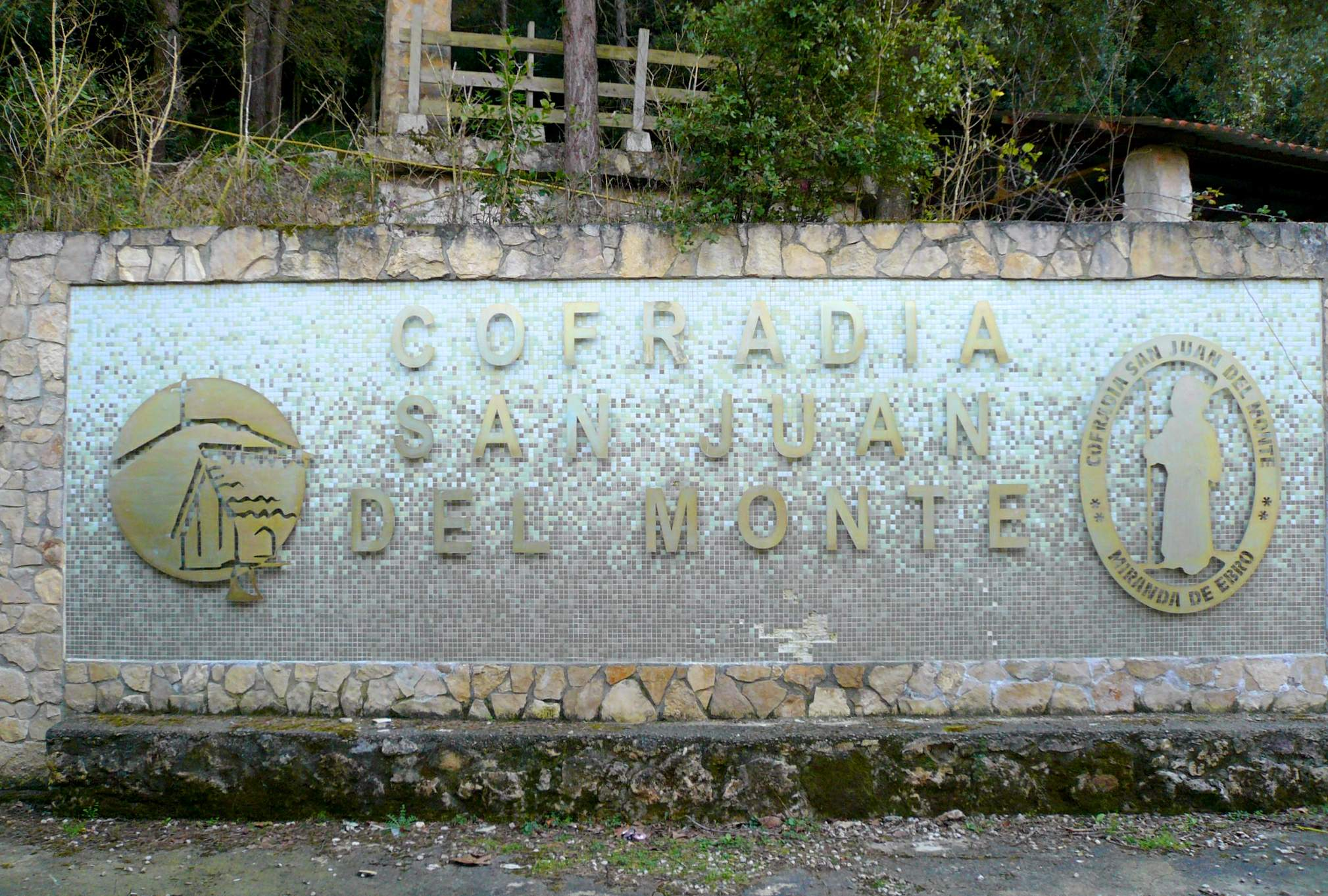
Memorial de la Cofradía de San Juan del Monte.

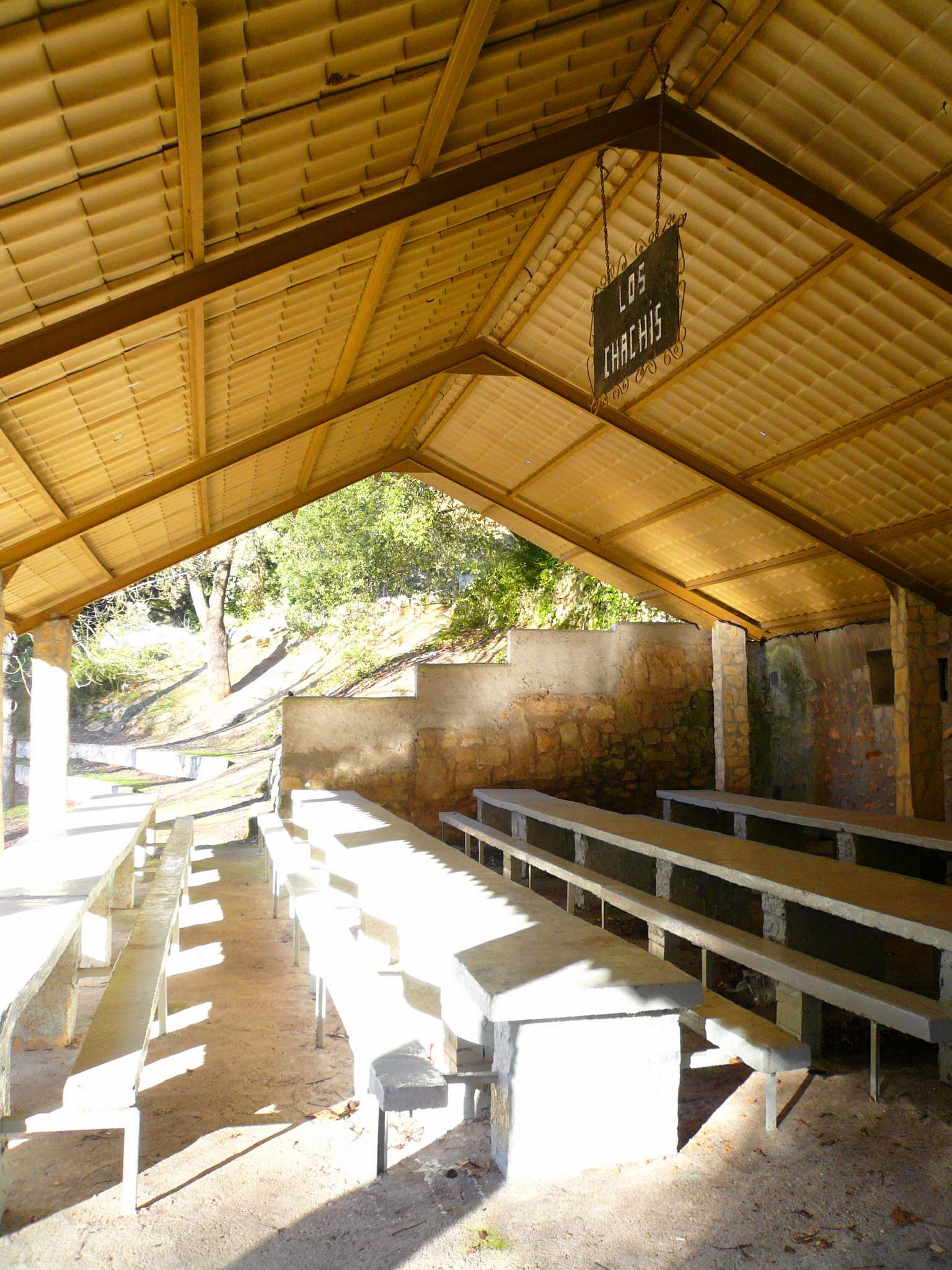
Merendero de cuadrilla sanjuanera.

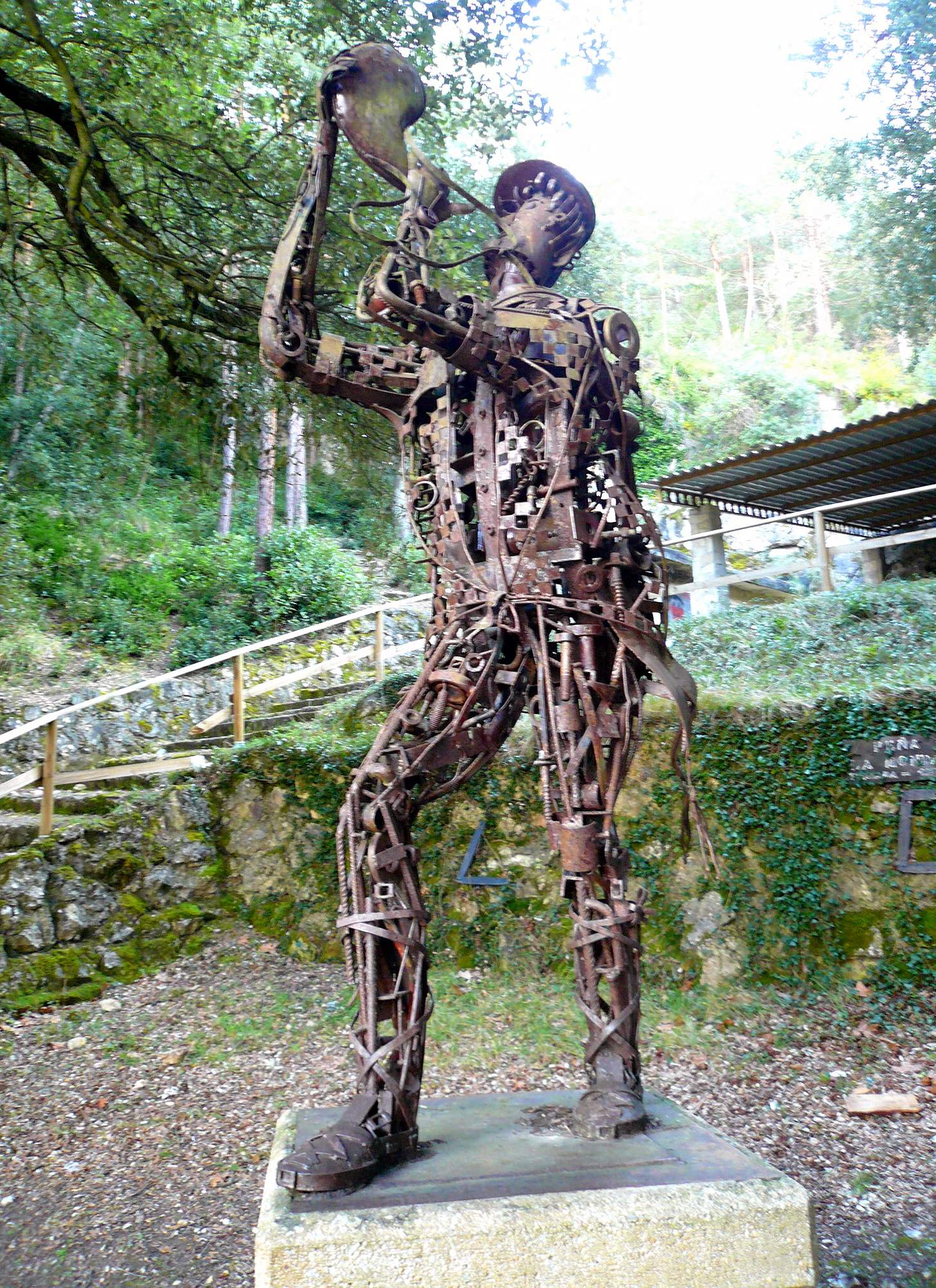
Escultura de sanjuanero.

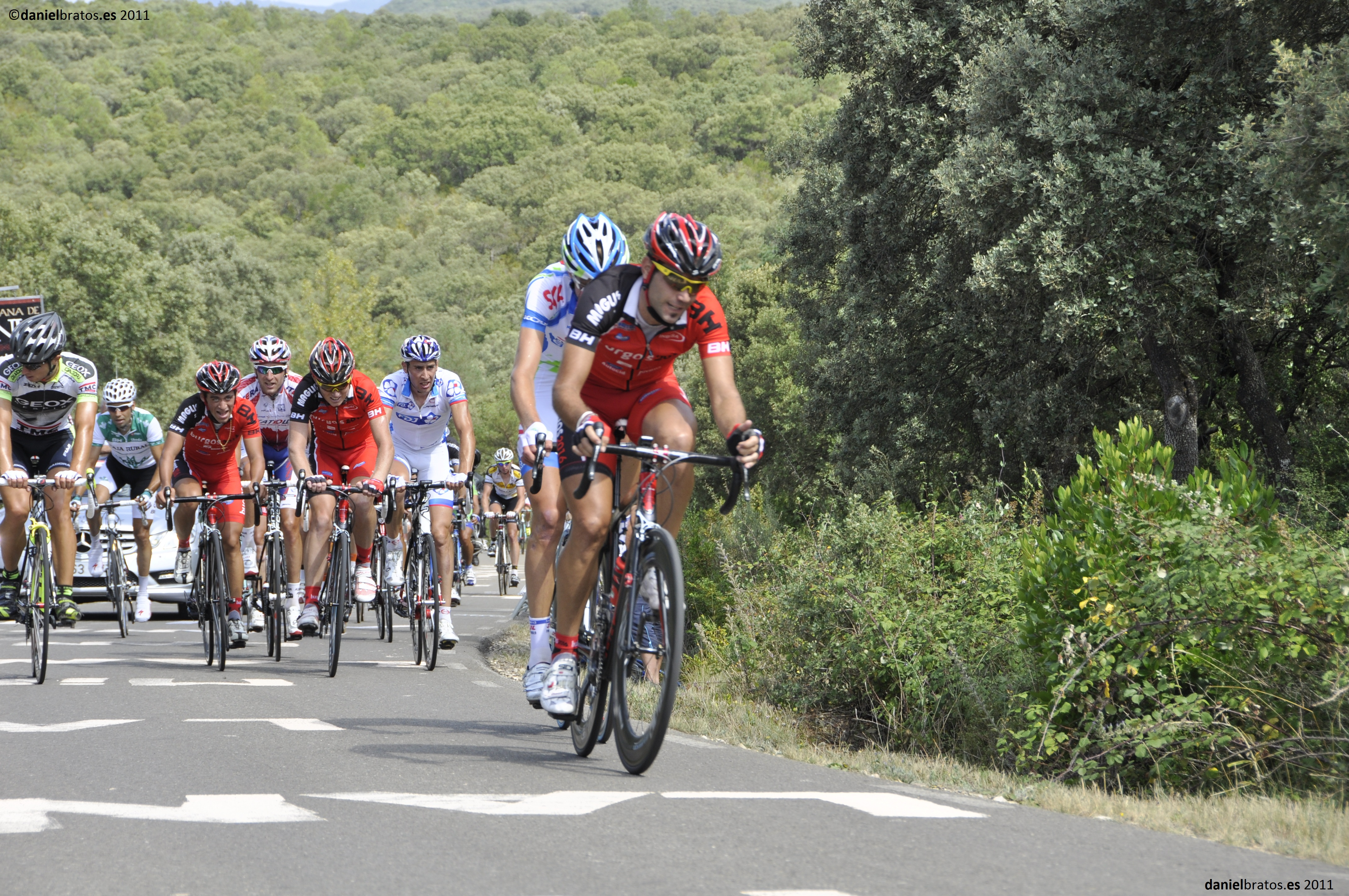
Ascenso del pelotón al alto de San Juan del Monte en Miranda de Ebro(2011).

El paraje al que comúnmente llaman los mirandeses como Monte de San Juan, se llama en realidad Monte de Miranda. Se trata de una vasta extensión de unas 3.600 hectáreas, aunque solo una pequeña zona es la declarada como Zona Natural de Esparcimiento, que es donde transcurre principalmente la fiesta. En esta zona existen numerosas casetas que dan cobijo a las cuadrillas el lunes de San Juan del Monte, así como diferente equipamiento público como aparcamientos, fuentes de agua potable, aseos, juegos infantiles, etc.
El Monte de Miranda es la principal zona de ocio natural que disponen los mirandeses durante el año. Es habitual observar gente practicando deportes como el senderismo o el ciclismo, no en vano, la subida al alto de San Juan del Monte es uno de los finales habituales de la Vuelta a Burgos.

## El Santo
San Juan del Monte en realidad no se corresponde con ninguna advocación del santoral católico, sino que probablemente es una derivación en el tiempo de la veneración a San Juan Evangelista en la ermita del Monte de Miranda hacia la figura de un anacoreta que -según la tradición- habitó ese paraje. La confusión entre tradiciones paganas precristianas y católicas en un primer lugar, y la posterior interposición entre ambas después, es una constante desde los orígenes medievales de la tradición.
La inmemorial romería se celebraba cada 6 de mayo, en la festividad de San Juan ante portam Latinam, dedicada a Juan el Evangelista, jornada en la que los habitantes de Miranda subían a la ermita situada en el monte, a una distancia considerable de la entonces villa. A día de hoy se celebra el lunes de Pentecostés, fiesta católica de origen judío y antes de eso, pagana y relacionada con las cosechas. Si a eso le sumamos el carácter agrario de la localidad en la Edad Media, con la cierta presencia de eremitorios en los montes de la zona en la misma época; y junto a la constancia del origen de la celebración en la plegaria por las cosechas, entendemos esa constante interposición durante los siglos entre la festividad pagana relacionada con las cosechas, el eremitismo alto-medieval, la transformación en una posible celebración de culto a San Juan Evangelista bajo la jerarquía eclesiástica y finalmente la mezcla de todas ellas en la romería celebrada en pentecostés en honor a un ermitaño llamado Juan con cierta aparencia de santidad católica en la actualidad.
Los recelos del poder eclesiástico por los desmanes que se producían en romerías tan alejadas de las poblaciones produjo que la de San Juan del Monte se recortara en distancia y que años más tarde se desmantelase la ermita, intentando borrar la festividad. Sin embargo, la romería siguió latente entre algunos grupos de personas, momento en el que la festividad pasa a celebrarse el lunes de Pentecostés y ahora en una gruta del monte, seguramente la actual ermita. En éstos tiempos de altibajos hasta la regeneración moderna de la fiesta se produjo esa transformación a la veneración a San Juan del Monte, cuya imagen tomó los rasgos de un anacoreta en los años 1980 del siglo XX.
Esta regenerada veneración describe a San Juan del Monte como Nuestro Santo verdadero entre los habitantes de Miranda, y se rinde culto al Santo bajo la imagen de ermitaño del Monte de Miranda. Esta variación hace que San Juan del Monte no sea reconocido dentro del santoral católico. Tal razonamiento impidió que se convirtiese en patrón de la ciudad, cuyos trámites se realizaron ante el Arzobispado de Burgos a mediados de la primera década del siglo XXI. La advocación que figura como patrón de Miranda es San Esteban Protomártir, aunque no se celebra ni se tiene en consideración.
Dentro de esa veneración al San Juan ermitaño, existe una leyenda que cuenta que hubo tres hermanos anacoretas: San Formerio, San Felices y San Juan. Para ganarse el pan de cada día bajaban a los pueblos cercanos para pedir limosna, provocando en muchas ocasiones reyertas con los vecinos. Santo Domingo de la Calzada se enteró de estas peleas y los castigó separándolos. Mandó a San Formerio a Pangua, a San Felices lo mandó a los Riscos de Bilibio y a San Juan lo destinó a la gruta del Monte de Miranda. Una vez al año debían hacer señales de humo para constatar que seguían vivos. La leyenda no tiene credibilidad histórica porque no es cronológicamente posible, ya que las fechas en las que vivieron los protagonistas varían incluso siglos, y tan sólo hay constancia de que San Felices habitase como anacoreta en la zona. Sin embargo, desde puntos de los tres lugares es posible divisarlos entre sí. También es probable la existencia de eremitorios rupestres en los tres lugares desde tiempos altomedievales, ya que en otros puntos cercanos han pervivido restos de los mismos.
La inmemorial veneración hacia San Juan del Monte no ha sido exclusiva de Miranda de Ebro, sino que siglos atrás otras poblaciones han venido celebrado su romería a la ermita en otros momentos del año, tal como son las localidades burgalesas de Ircio y Orón (entidades menores de Miranda) y las riojanas de Cellorigo, Sajazarra, Galbárruli, Villalba de Rioja o Castilseco. No obstante, la jurisdicción de la ermita recayó en Miranda, no sin pleitos de por medio, que además se aseguraba el aprovechamiento del monte circundante.

### Imaginería
Durante las primeras décadas de la existencia de la Cofradía de San Juan del Monte la imagen que se utilizaba para dar culto al Santo era la de una talla de San Juan Evangelista de época barroca, que ha seguido permaneciendo en la ermita posteriormente.
En 1981 el sacerdote Javier Sáez talló una nueva imagen de San Juan del Monte, con rasgos de ermitaño. Esta imagen fue la que presidía el altar de la ermita y la que se bajaba durante las fiestas a Miranda. A su vez, el artesano Tarsicio Castroviejo Lladó, mirandés de adopción, realizó otra serie de imágenes sobre San Juan del Monte. La primera de ellas en 1981, se trataba de una talla de 0,60 metros en madera con trazas románicas, sobre una peana de 0,30 metros. Fue donada a la Cofradía y tradicionalmente ha venido abriendo el Desfile del Blusa que se celebra el domingo de fiestas.
Un año más tarde, el mismo artista realizó otra talla más pequeña que la anterior por encargo de la peña San Juan del Monte de la ciudad de Burgos. Por último, creó otra similar, alojada en hornacina y policromada, en este caso para su propio domicilio.
La imagen de San Juan del Monte que se venera en la ermita y que es bajada a la ciudad durante la celebración de las fiestas data del año 2000. Es obra del artista local José Antonio Pereda Nograro, talla en madera de nogal, de 1,20 metros de altura, sin policromar. Presenta los rasgos de un anacoreta, con barba y vestido con túnica. Recuerda a la escultura que realizó en 1982 Alejandro Almarcha en homenaje a Juan el Ermitaño, levantada en una explanada del Monte de Miranda y que representa al anacoreta que la tradición oral sitúa como morador de la zona.

## Historia

### Orígenes medievales
Los orígenes de esta romería se pierden en la Edad Media. Se tiene claro que al principio la festividad se celebraba en una fecha fija, el 6 de mayo, en conmemoración al martirio de San Juan Evangelista. Según el Fuero de Miranda (1099), en su traducción de 1945 por Francisco Cantera, ya existía un paraje llamado los Llanos de San Juan en aquella época, lo que permite intuir la presencia de una ermita bajo la advocación del santo, lo que convertiría a la romería en una de las más antiguas de España. Los primeros datos aparecen en un documento del año 1347, en el que se menciona la ermita. El texto, conocido como la Sentencia del Chantre, trata de los pleitos entre el concejo de Miranda y el Monasterio de Herrera. Según parece, los mirandeses y vecinos de otros pueblos peregrinaban en mayo hasta la ermita, para venerar al Santo y así rogarle por sus cosechas.

### Conflictos político-religiosos y práctica desaparición de la romería. SiglosXVII-XIX
La historia de la romería siempre ha estado marcada por los pleitos tantos religiosos como civiles. Tal fue la magnitud de las disputas que en 1620 hubo un motín contra el mismísimo Corregidor, don Esteban de Carvajal, que a punto estuvo de eliminar la romería. El momento de mayor tensión llegó en 1646, cuando el obispo de Calahorra, Don Juan Piñero Osorio, culpó a los romeros de inmorales por beber y comer durante el trayecto a la ermita. Fue entonces cuando el prelado decidió trasladar el peregrinaje hasta la iglesia de Santa Marina de Bardauri y así acortar el camino. Otra de las decisiones fue separar a los hombres de las mujeres en dos hileras, debiendo ir rezando y sin hablar. Esta sentencia se mantuvo firme hasta el año 1794. Juan Antonio de los Tueros, arzobispo de Burgos, prohibió la fiesta en 1794 y mandó destruir la ermita y trasladar la imagen del santo a un lugar más oportuno. Tras el desmantelamiento de la ermita, algunos grupos de mirandeses continuaron la tradición romera en aquel paraje, seguramente en la gruta que hoy acoge la ermita del Santo. La ubicación del primitivo templo quedó en el olvido y en época reciente se discuten las distintas posibilidades sobre su localización.
Durante el siglo XIX, apenas se tiene documentación sobre la romería, aunque hubo un cierto resurgimiento a mediados de dicha centuria.

### Creación de la Cofradía y resurgimiento de la fiesta.SigloXX
Ya a principios del siglo XX (1917) se crea la Cofradía de San Juan del Monte, que tratará de revitalizar la fiesta. El primer programa oficial de fiestas se redacta en 1920 y uno de los principales actos es el Concurso de Carrozas y Carros Engalanados que años más tarde cambiaría de fecha para celebrarse en las fiestas patronales de septiembre. A partir de entonces se sucede el desarrollo que conduce a las fiestas que conocemos hoy en día.
En 1963 un acontecimiento hizo que las fiestas se ganasen la admiración y respeto del clero, reticente hasta entonces de estos festejos. Durante la Bajada de Romeros, provenientes de la romería en el monte, se anunció el fallecimiento del Papa Juan XXIII, momento en el que cesó la música de las charangas, recogieron las pancartas de las respectivas cuadrillas y bajaron en absoluto silencio hasta la ciudad en señal de duelo.
En el año 1974, las cuadrillas sanjuaneras fueron invitadas a participar en las fiestas de Burgos. Un tren partió de Miranda el 29 de junio con 1.500 blusas, mil niños sanjuaneros y más de 300 músicos. La entrada en la ciudad de Burgos causó asombro y una alegría hasta entonces desconocida en la ciudad. Grupos de majorettes, de danzas, Bandas de Música y Fanfarrias, dieron escolta al ejército sanjuanero hasta la misma catedral, donde fueron recibidos oficialmente por el Ayuntamiento y autoridades. Desde entonces existe una cuadrilla sanjuanera en la capital que viaja todos los años a Miranda para disfrutar de la romería.
El 19 de junio de 1975, el Ministerio de Información y Turismo elevó el rango de la romería a Fiestas de Interés Turístico Nacional. En 1979, el Estado envió documentación a la Cofradía para renovar dicho rango, pero esta, por olvido o falta de interés, no llevó a cabo los trámites necesarios. Desde 2008 se empezó a tramitar la recuperación de la declaración a nivel nacional, que finalmente se logró de nuevo en 2015. En 1996 la Junta de Castilla y León incluyó la romería entre las Fiestas de Interés Turístico de la región.

## Desarrollo

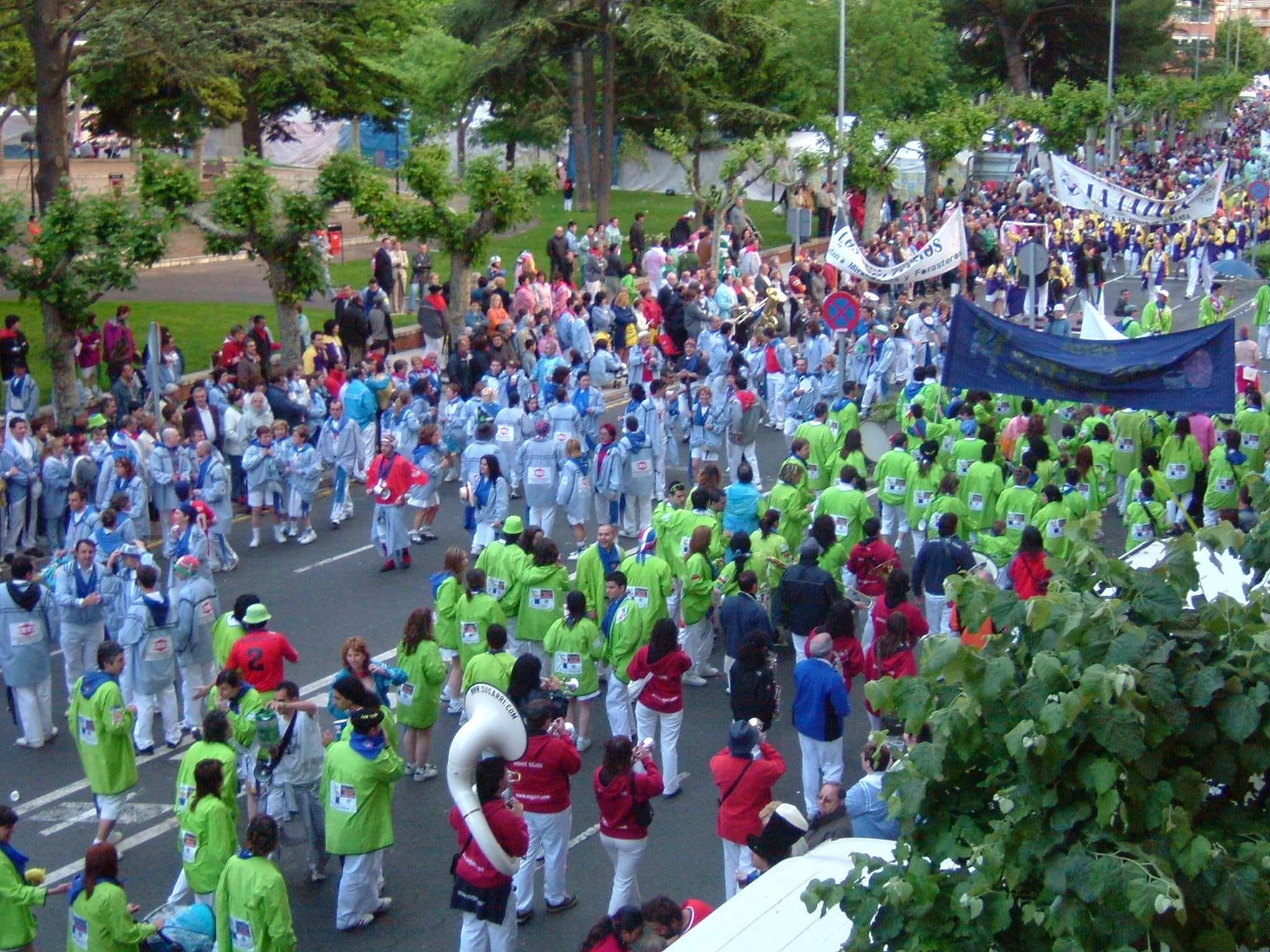
Desfile del Blusa.

Las fiestas se celebran en fecha variable, entre los meses de mayo y junio, dependiendo de la Semana Santa. El día central de las fiestas es el lunes de Pentecostés, día de San Juan del Monte, siendo el jueves anterior el inicio oficial con la lectura del pregón, aunque desde el fin de semana precedente ya hay actos festivos.

### Sábado previo
En la jornada de sábado que precede a los días grandes de fiesta ya comienzan los actos del programa festivo. El día anterior suele tener lugar la gala de elección de los Sanjuaneros Mayores e Infantiles, los representantes anuales de las fiestas. Ya el sábado por la mañana tiene lugar el homenaje a los cofrades fallecidos en los dos cementerios de la ciudad, con una posterior misa. A partir de entonces llega el ambiente sanjuanero con grupos de personas ataviadas con la blusa y las primeras charangas, que se dan cita en la Comida del Blusa, celebrada normalmente en el Pabellón del Ebro, y que consiste en la degustación de una alubiada en pleno ambiente festivo. Por la tarde tiene lugar el tradicional Festival de la Morcilla, una competición entre distintas cuadrillas sanjuaneras, formadas por cuatro comensales por grupo, en la que los vencedores son los que mayor cantidad de morcilla asada puedan ingerir. Normalmente se ha venido celebrando en la plaza de la Constitución. Con estos principales actos se da el pistoletazo de salida previo a las fiestas, que en muchas ocasiones se acompaña de la expresión "ya huele a bombo," en referencia al momento del Bombazo, que tendrá lugar el sábado de fiestas.

### Días previos
Durante las jornadas que van desde el citado sábado al jueves de fiestas se suceden diversos actos de carácter cultural, musical o deportivo, que varían cada año pero que se incluyen en el programa de fiestas. Lo más destacado es la celebración, normalmente en la tarde del martes, del Festival de la Canción del Blusa Infantil, instaurado en 2008 a imagen del Festival adulto. En este caso son grupos de ochotes de los distintos colegios de la ciudad los que compiten interpretando dos canciones cada uno.

### Jueves
Por la tarde tiene lugar el inicio oficial de las fiestas con el pregón. A partir de este momento se generaliza el uso del pañuelo sanjuanero, puesto que es el sábado cuando se impone la vestimenta completa. Previo a la lectura del pregón, tiene lugar en el Salón de Plenos del Ayuntamiento la imposición de pañuelos al pregonero, al Presidente de la Cofradía, a los Sanjuaneros Mayores e Infantiles, a la corporación municipal, así como a miembros destacados de las fiestas o mandos de los cuerpos de seguridad. Tras este acto, la persona elegida para ello da lectura al Pregón de Fiestas desde el balcón del Ayuntamiento y, tras el disparo del cohete anunciador, quedan iniciadas las fiestas. Posteriormente tiene lugar el Paseíllo de autoridades, gigantes y cabezudos y la banda municipal de música hasta la sede de la Cofradía, sita en el parque Antonio Machado. En el transcurso del mismo, se imponen los pañuelos a los leones blasonados del Puente de Carlos III, a los cuales se encarama un miembro del Cuerpo de Bomberos municipal. Posteriormente se hace lo propio con el Monumento a los Sanjuaneros, donde el pañuelo es impuesto por la cuadrilla ganadora del Desfile del Blusa del año anterior.

### Viernes
Aunque pueden tener lugar otros actos, destaca entre todos el Festival de la Canción de la Blusa, creado en 1968 y que se celebra durante la noche del viernes. Es un recital musical en el que compiten ochotes locales, que pueden ser masculinos, femeninos o mixtos, formados por miembros de una cuadrilla sanjuanera o bien de miembros agrupados en un ochote reunido para esta función. Cada ochote interpreta dos canciones.

### Sábado
En esta jornada es cuando realmente comienza el más puro ambiente festivo en toda su intensidad, inundando los rincones de la ciudad. A partir de este momento las cuadrillas lucen la vestimenta completa. Durante la mañana los protagonistas son los niños, que se concentran en la plaza de España para ser testigos del Bombazo Chiqui, la versión infantil y más reciente del Bombazo general de la tarde. Desde la balconada del Ayuntamiento, el Sanjuanero y la Sanjuanera Infantiles tocarán el pequeño bombo para que los más pequeños inicien su fiesta. Posteriormente éstos, en sus diferentes cuadrillas, desfilan hasta el parque Antonio Cabezón, donde les esperan juegos infantiles. Por el camino, la Sanjuanera y el Sanjuanero Infantiles imponen el pañuelo al Monumento a los Sanjuaneros Infantiles. Muchas son las cuadrillas que comienzan con la fiesta durante la mañana y la comida del sábado, pero el momento culminante llega en horario vespertino.
A las 18 horas de la tarde, el público se congrega en el entorno del Puente de Carlos III y en la plaza de España para dar comienzo a la fiesta en toda regla. En la avenida de la Independencia se concentran los Bombistas Mayores de las cuadrillas para acompañar a la Resurrección del Bombo, símbolo de la fiesta que emerge de las aguas del río Ebro y que mediante un sistema de poleas es elevado por la Orden del Bombo hasta el interior del piso superior de las traseras de la Casa Palacio de los Urbina. Dicha Orden, junto con el presidente de la Cofradía, los Sanjuaneros Mayores y acompañados por el sonido de la percusión de los Bombistas Mayores, se encaminan al encuentro de San Juan del Monte, rodeando el entorno de la plaza de España. Los del Santo son el grupo de personas encargadas de traer la talla de San Juan desde su ermita en el monte, que espera en la calle San Francisco a la comitiva. Los dos símbolos, San Juan del Monte y el Bombo, recorren la calle de La Fuente para hacer su entrada en una abarrotada plaza de España. El Bombo accede al Ayuntamiento, desde cuyo balcón se producirá el Bombazo, momento en el que el Sanjuanero Mayor y la Sanjuanera Mayor hacen sonar el Bombo, que es contestado por los Bombistas Mayores. Esta es una explosión de júbilo y significa el inicio de la fiesta, en el que alrededor de 9.000 personas abarrotan la plaza y aledaños aguardando el momento al grito de ¡Ese Bombo!. Este acto, creado en 1977, se ha convertido en uno de los más representativos y queridos de las fiestas.
Tras la invasión de alegría, el Santo y el Bombo son llevados hasta la cercana Iglesia de Santa María, donde permanecerán los días siguientes. Se interpreta una Salve popular y se imponen los pañuelos a la Patrona de la ciudad, la Virgen de Altamira y a San Juan del Monte. Mientras la fiesta invade las calles, se suceden actos como el Festival de Jotas, creado en 1995, un certamen entre joteros de la ribera del Ebro. En la noche del sábado se celebran espectáculos musicales en las calles del Conjunto Histórico y en el centro de la ciudad.

### Domingo
En la mañana del domingo tiene lugar una solemne misa en la iglesia de Santa María, durante la cual se realiza una ofrenda de flores a la Patrona de la ciudad y al Santo. Como curiosidad, durante la consagración se hace sonar al Bombo. Uno de los momentos más emotivos es la interpretación, al final del acto,  de la Canción del Blusa por parte del Orfeón Mirandés José de Valdivielso. Tras la ceremonia, en la plaza de España se realiza el acto del Mirandés Ausente, donde se imponen los pañuelos a aquellos mirandeses que residan fuera de la ciudad y deseen ser homenajeados, interpretando posteriormente el Himno de Miranda de Ebro. Durante la mañana las cuadrillas inundan las calles, disfrutando del llamado marianito sanjuanero y posteriormente comen en restaurantes o carpas habilitadas en la ciudad.
Por la tarde, se ha convertido en tradición la disputa de un partido del principal equipo de fútbol de la ciudad, el Club Deportivo Mirandés, siempre que el calendario lo permita, pudiendo tratarse de un amistoso o un partido oficial. Miles de personas y charangas acuden al estadio municipal de Anduva para acompañar con ambiente festivo el encuentro deportivo. Tras el partido, el acto central es el Desfile de la Blusa ]] ,en categoría de concurso, donde unas setenta cuadrillas, carros engalanados y figuras humorísticas recorren algunas de las principales avenidas de la ciudad, acompañadas del sonido de sus respectivas charangas.

### Lunes de San Juan
Es la jornada grande de fiestas, conocida como el día de Nuestro Santo verdadero, festivo en la localidad. Es el momento en el que se celebra la Romería y la fiesta se traslada al paraje del Monte de San Juan, ubicado 3 kilómetros al sur del casco urbano. Por la mañana temprano parte la romería con el Santo desde la iglesia de Santa María, haciendo el recorrido a pie hasta el monte, portando al Santo en un carro. Al llegar al paraje de La Laguna, donde esperan las autoridades, se comienza el empinado camino a la ermita. Una vez allí, se celebra una multitudinaria misa al aire libre, tras la cual se deja al Santo en su ermita. Es tradicional la degustación de bacalao y delgadillas (morcillas estrechas). Existen servicios de taxi y autobús que permiten subir o bajar del monte a lo largo del día. Durante la jornada, que se desarrolla en el entorno conocido como La Laguna, hay actuaciones de las charangas en dos escenarios del monte y se realiza una comida campestre, utilizado para ello cada cuadrilla su caseta. La fiesta se alarga toda la jornada, estando las casetas abiertas a todo el mundo. Al caer la tarde, un cohete anuncia a los sanjuaneros el inicio del regreso hacia Miranda, la llamada Bajada de los Romeros, en la que se dan cita cerca de 25.000 personas y que bajan desfilando hasta la llegar la ciudad. Por la noche, en el casco histórico, se celebra la Verbena de los Romeros.

### Martes de San Juanín
Son los últimos coletazos de las fiestas, que en buena parte de los casos se utiliza para reponerse de las grandes jornadas. Las actividades se desarrollan de nuevo en el monte, pero con un carácter mucho más tranquilo y no tan multitudinario. La subida y la bajada se realizan libremente y el ambiente es más familiar. Se organizan concursos de dibujo para los niños y de paellas para adultos y la ermita permanece abierta para todo el que quiera subir. Al acabar el día y ya de vuelta a la ciudad, se despide al Bombo con tres vueltas a la plaza de España, al ritmo de una charanga. Finalmente se produce el Entierro del Bombo, que vuelve a las aguas del río Ebro, significando el punto final a las fiestas.

### Otros actos
Fuera de los eventos propios de las fiestas, se dan cita otras actividades relacionadas con San Juan. El domingo posterior se realiza una campaña de limpieza del monte, para intentar conservarlo en las mejores condiciones, ya que es utilizado el resto del año. También tiene lugar la Gala Sanjuanera de entrega de premios, como por ejemplo el de los vencedores del Desfile del Blusa. Lejano a las fiestas se realiza el Día del Ermitaño, celebrado el primer domingo de septiembre, incluido dentro de los actos de las inmediatas fiestas patronales de la ciudad. En este caso, en el monte se conmemora la inauguración de la estatua de Juan el Ermitaño, inaugurada en septiembre de 1982.

## Cofradía de San Juan del Monte
Esta entidad surgió entre 1917 y 1918, sin conocer su fecha fundacional exacta, pero se ha tomado la primera de cara a celebrar los actos del primer centenario. Nació como sociedad cívico-religiosa orientada en un primer momento al resurgimiento de la fiesta a principios del siglo XX. Durante los años ha evolucionado, pero tiene entre sus objetivos organizar y promover las propias Fiestas de San Juan del Monte, así como el mantenimiento y conservación del espacio destinado a las cuadrillas en el Monte de San Juan. En ambos casos mantiene colaboraciones con el Ayuntamiento de Miranda de Ebro, principalmente, y de la Diputación Provincial de Burgos y la Junta de Castilla y León.
En torno al año 2011 contaba con alrededor de 11 000 cofrades o socios, que pagan una cuota anual. La Cofradía está dirigida por un Presidente, elegido por los socios en un proceso electoral y tiene un mandato de cuatro años. El Presidente elige una Junta Directiva para el funcionamiento de la entidad. Existe a su vez la Fundación San Juan del Monte.

### Organismos de la Cofradía
- Ermitaño mayor:es el encargado de la conservación de la ermita de San Juan. Actualmente ocupa el cargo Mª Mar García Ortiz de Zárate después de haberlo heredado de su madre Doña Paquita Ortiz de Zárate Zubiri. Esta familia  lleva encargando del cuidado de este espacio desde 1933.
- Los del Santo: los que bajan al Santo para que esté presente el sábado de fiestas en la ciudad, portándole y cuidando de su custodia, procediendo el lunes a subirlo de nuevo hasta su ermita. y de  echar  una  mano  lo  que les mande la cofradria de  san juan y la  ermitaa
- Orden del Bombo: cuenta con un Cofrade Mayor, y su función es la de sacar el Bombo del río Ebro en el momento de la Resurrección, portarlo hasta el Ayuntamiento para el acto del Bombazo y depositarlo en la iglesia de Santa María. El martes de San Juanín lo portará hasta proceder al Entierro del Bombo.

### Sanjuaneros Mayores e Infantiles
El Sanjuanero Mayor y la Sanjuanera Mayor son los representantes y la imagen de las fiestas que anualmente elige un jurado, establecido por la Cofradía, de entre los jóvenes que se presenten libremente al cargo. De entre los niños también son elegidos una Sanjuanera Infantil y un Sanjuanero Infantil. Este sistema se instauró en 2006 para sustituir la elección de Reina y dos Damas de Honor, establecido desde 1941, aunque la figura surgió en 1933 bajo la denominación de Miss San Juan del Monte. También existían una reina y damas infantiles.

### Representantes de las cuadrillas
Las cuadrillas sanjuaneras tienen un presidente que se encarga de las relaciones con la Cofradía. A su vez, existe una Comisión de Cuadrillas que mantiene las relaciones entre esta y la institución cofrade. Dentro del ámbito de las fiestas, las cuadrillas pueden designar Bombistas Mayores, que serán los encargados de recibir y acompañar al Bombo cuando resurge del río, así como de responder al Bombazo de los Sanjuaneros Mayores.

## Cuadrillas Sanjuaneras
En el año 2008 existían 70 cuadrillas diferentes registradas en la Cofradía de San Juan del Monte. Desde hace unos años el Ayuntamiento de Miranda de Ebro no permite la creación de nuevas cuadrillas para evitar, en la medida de lo posible, un aumento de la degradación del monte a causa de las casetas que cada agrupación tiene en el paraje. En algunos casos se ha procedido a la fusión de algunas cuadrillas para optimizar el tamaño y distribución de las mismas en las casetas habilitadas en el monte.
Como dato a resaltar, durante más de la primera mitad del siglo XX los socios de las cuadrillas eran únicamente los hombres. Pese a que las mujeres participaban de los festejos, no vestían el traje típico de fiestas, sino que estrenaban las denominadas batas, una prenda de corte femenino. En 1971 se produce la irrupción de cuadrillas compuestas totalmente por mujeres, como fueron Las Revoltosas o La Alegría, que empezaron a vestir con la vestimenta sanjuanera, aunque con el pantalón más corto respecto a los hombres. Desde entonces, se ha promovido la igualdad entre sexos y edades, al crearse peñas mixtas e ir eliminando la condición de socio sólo para los varones. Por esa razón, hoy en día las cuadrillas en su práctica totalidad están formadas por hombres y mujeres sin distinción alguna.

### Vestimenta típica
Cada cuadrilla se diferencia de las demás gracias a la vestimenta de sus componentes, cuyo elemento distintivo es la blusa , en las blusas , también se puede llevar  propaganda de algunos comercios de Miranda de Ebro , que difiere en color o textura frente al resto. La vestimenta se completa con alpargatas de esparto o albarcas, calcetines, pantalón blanco o a mil rayas, que se diferencia en su largura entre hombres y mujeres, faja, camisa, pañuelo y boina o txapela, que varían en su color dependiendo de cada cuadrilla, conjuntados con el diseño de la blusa. La forma de vestir la blusa ha ido generando controversias, ya que cuando la temperatura es elevada muchos optan por anudársela a la cintura, provocando que a otros les parezca indecoroso, al considerar a la blusa como el distintivo más destacado de los sanjuaneros. 
Junto con la blusa, el pañuelo sanjuanero tiene un cierto componente honorífico, ya que se impone a distintas personalidades, así como a las imágenes de la Patrona de la ciudad o al propio Santo y a los monumentos representativos de los sanjuaneros o de la ciudad, como son los leones del Puente Carlos III. La Cofradía de San Juan del Monte es quien impone los pañuelos, que son de color rojo.
Tradicionalmente era representativo que los sanjuaneros se acompañasen de una bota de vino, aunque éste elemento junto con la boina se emplea cada vez menos.

## Cultura relacionada
Alrededor de las fiestas de San Juan del Monte ha crecido una cultura a lo largo de los años que se ve reflejada de la siguiente manera:

### Zarzuela de San Juan del Monte
La zarzuela de San Juan del Monte, compuesta en 1920 por el jarrero Basilio Miranda con letras de Tomás Nozal, fue estrenada en su momento con un mucho éxito. En los años 1980 se llevaron a cabo varias representaciones organizadas y realizadas por mirandeses, consiguiendo un logro similar. Durante la década de los años 2000 se procedió a la recuperación del musical y se reestrenó la Zarzuela en mayo de 2012, en las semanas anteriores a las fiestas, siendo el escenario el Pabellón Multifuncional de Bayas de la ciudad.
Forma parte de esta obra, en concreto la última melodía titulada Venimos de la verbena, el que se ha convertido en el Himno de San Juan de Monte, con algunas variaciones.

### Documentales
Existen dos documentales producidos sobre la festividad: "Juan Delmonte, el Tiranubes" (2008), realizado por Raquel Saénz de Buruaga en colaboración con la cofradía; y 'San Juan del Monte, una fiesta devota y de bota' (2008), del realizador Daniel Alonso.

### Música
- Himno de San Juan del Monte: Es el resultado de la citada versión de una de las canciones de la Zarzuela de San Juan del Monte. Entre otros momentos, se interpreta al finalizar la Misa de Romeros del lunes de San Juan.
- Canción del Blusa: Emotiva composición sanjuanera, compuesta su música por Manuel Celdrán, uno de los directores que ha tenido la banda municipal de música y el Orfeón Mirandés, y cuya letra se debe a José Melgosa, conocido como GEMASOL. Se estrenó en el primer Festival de la Canción del Blusa, en 1969. Además de otras ocasiones, es cantada como colofón a la misa del domingo de fiestas por parte del Orfeón Mirandés.
- Verbena Sanjuanera: Pasodoble, compuesto por Basilio Miranda dentro de la Zarzuela, que suele acompañar el Paseíllo del jueves de fiestas, interpretado por la banda municipal de música.[9]
- Otras tantas canciones han sido compuestas al calor de las fiestas sanjuaneras, como puede ser Vamos a San Juan, creada en 1972 por Rosa María Requejo Uranga. También el grupo mirandés Zoe compuso el tema Hoy no dormiré, que aparecía en su segundo disco de estudio, Al desnudo... en la tierra del descontrol, editado en 2001. Por último, aunque no compuestas exclusivamente para San Juan del Monte, están relacionadas con las fiestas la música de las charangas que acompañan las jornadas festivas.
- Entre la música en fiestas hay que destacar la calidad de los ochotes que participan en el Festival de la Canción del Blusa, con versión infantil desde 2008. Normalmente interpretan canciones no relacionadas ni compuestas para San Juan. En algunos casos, alguno de los ochotes han grabado discos, como es el caso del denominado Amigos por San Juan.

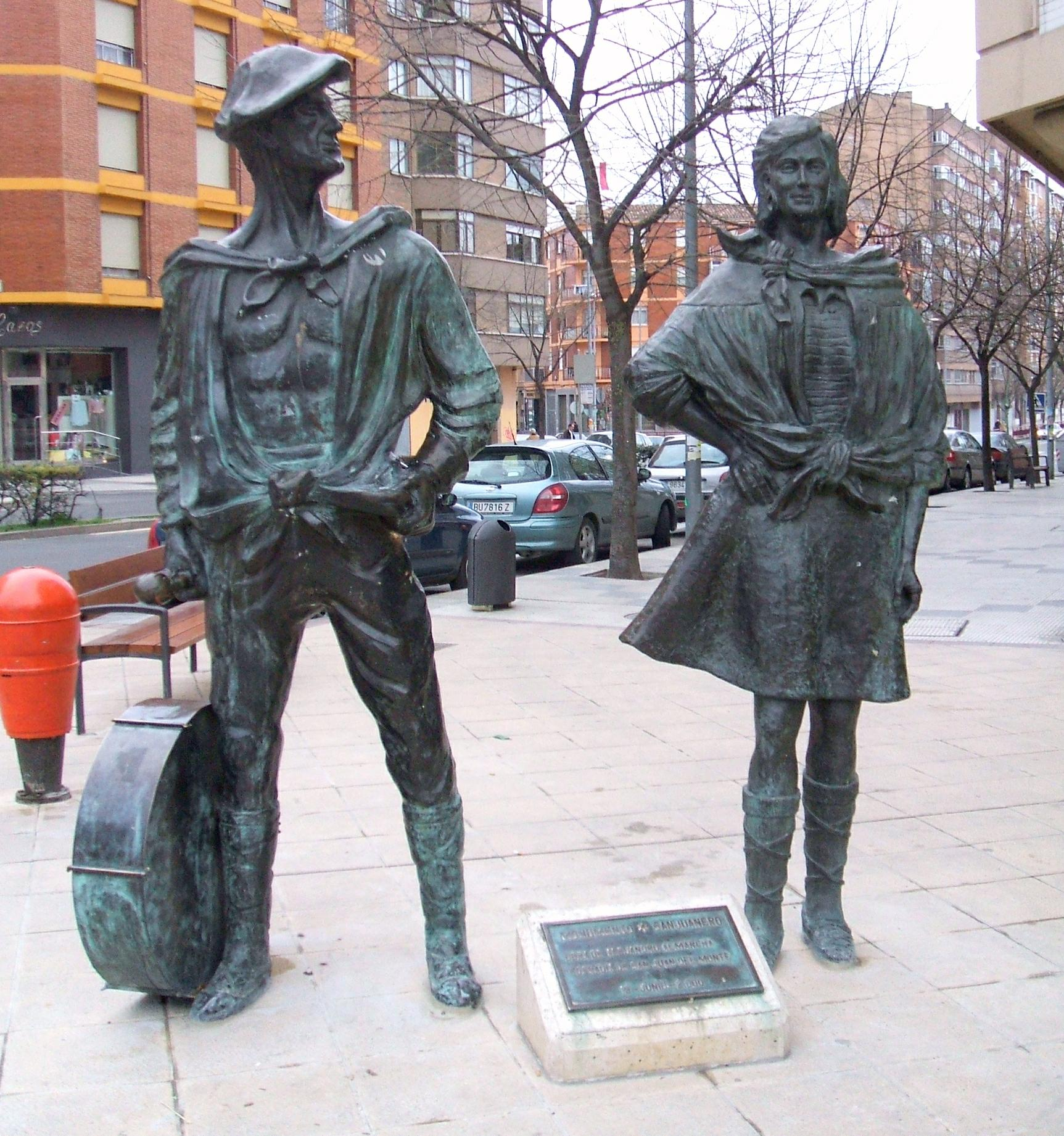
Monumento a los Sanjuaneros (2000-2002), obra de Alejandro Almarcha.

### Figuras sanjuaneras
- El Ermitaño: es una monumento en piedra que representa a Juan el ermitaño y que se encuentra en el paraje del Monte de San Juan. Fue realizado por Alejandro Almarcha e inaugurado el 5 de septiembre de 1982.
- Monumento a los Sanjuaneros: compuesto por una pareja de personajes ataviados con la vestimenta sanjuanera, situados en la confluencia de Ronda del Ferrocarril con Real Allende. Realizados por Alejandro Almarcha, el hombre fue realizado en el año 2000, mientras que la mujer se hizo en 2002.
- Monumento a los Sanjuaneros Infantiles: Ubicados en la zona peatonal de la calle Francisco Cantera, fueron ejecutados por Ignacio Villahoz en 2007. Respresentan a un niño y una niña vestidos de sanjuaneros.
- Monumento a los Ochotes: grupo escultórico que homenajea al Festival de la Canción del Blusa, idea de Jesús Alonso Gutiérrez. Inaugurado en 2008, se compone de chapas de acero de 15 mm. con siluetas en positivo y negativo que representan a los componentes de un ochote. Se halla ubicado en el parque Antonio Cabezón.[10]
- El Blusilla: es un personaje humorístico ataviado con el traje sanjuanero que fue creado por Alberto César González. En sus viñetas de los periódicos locales encontramos reflejados desde la ironía hasta temas de candente actualidad mirandesa.